# Liste der Stadtteile von Krefeld
Die 19 Stadtteile Krefelds mit ihren zugehörigen statistischen Bezirken
Einwohnerzahl in Klammern (Stand 2024)

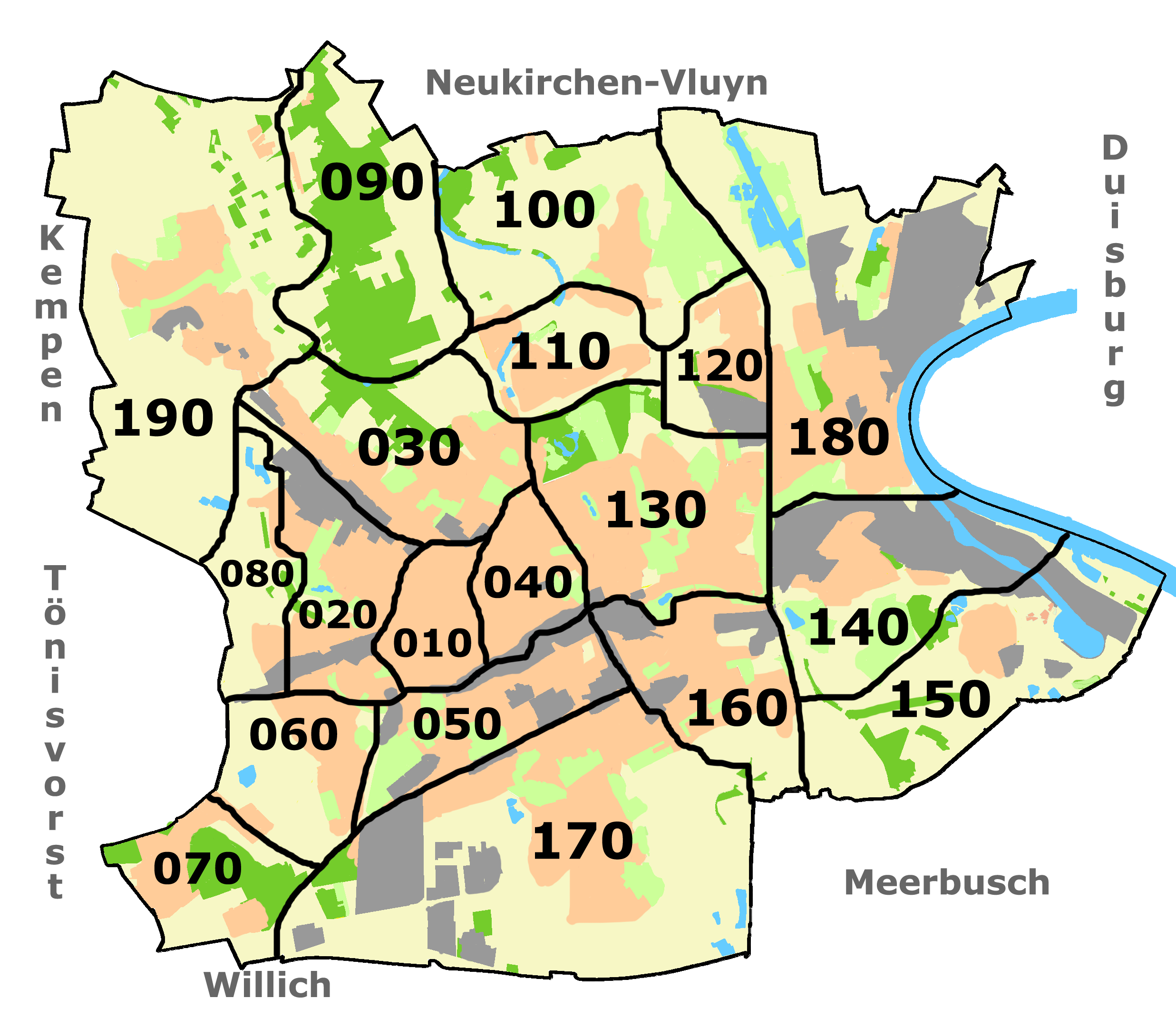

| - 010 Stadtmitte (33.395) - 011 Vier Wälle - 012 Südring - 013 Stadtgarten/Drießendorf - 014 Hammerschmidtplatz - 020 Kempener Feld/Baackeshof (9.996) - 021 Kempener Feld - 022 Baackeshof - 030 Inrath/Kliedbruch (17.587) - 031 Inrath - 032 Kliedbruch - 040 Cracau (23.560) - 041 Cracau - 042 Schinkenplatz - 043 Stephanplatz - 044 Bleichpfad - 050 Dießem/Lehmheide (17.423) - 051 Dießem - 052 Lehmheide - 060 Benrad-Süd (6.910) - 061 Gatherhof - 062 Lindental/Tackheide - 070 Forstwald (3.944) - 071 Forstwald (mit Holterhöfe) - 080 Benrad-Nord (6.829) - 081 Benrad-Nord - 090 Hülser Berg (*in 190 Hüls) - 091 Hülser Berg - 100 Traar (4.589) - 101 Traar-West - 102 Traar-Ost - 110 Verberg (3.983) - 111 Verberg | - 120 Gartenstadt (7.091) - 121 Gartenstadt - 122 Elfrath (+ Bruchhöfe) - 130 Bockum (20.506) - 131 Stadtwald - 132 Sollbrüggen - 133 Tierpark - 140 Linn (5.998) - 141 Linn - 150 Gellep-Stratum (2.451) - 151 Gellep-Stratum - 160 Oppum (12.912) - 161 Oppum - 162 Oppum-Süd - 170 Fischeln (25.690) - 171 Stahldorf - 172 Königshof-West - 173 Königshof - 174 Niederbruch - 175 Fischeln-Ost - 176 Fischeln-West - 180 Uerdingen (17.787) - 181 Hohenbudberg (mit Vennikel) - 182 Uerdingen-Markt - 183 Uerdingen-Stadtpark - 190 Hüls (16.346*) - 191 Orbroich/Hülser Bruch - 192 Roßmühle/Steeg - 193 Flöthbach/Plankerdyk - 194 Hüls-Ortskern - 195 Hülbusch |